# 미디어내일엔
《미디어내일엔》(미디어내일N, 영어: Media Next)은 대한민국의 기업인 (주)어스앤파트너스(영어: Usnpartners Co.,Ltd.)가 대한민국 서울에서 발행하는 인터넷신문이다.

## 개요
2018년 7월 25일에 '여성, 청년 그리고 소수자의 목소리를 담는 미디어 내일N'이라는 슬로건 아래 창간되었다.
본사 소재지는 서울특별시 마포구 만리재로에 있다. 현재 발행인은 이동준이고 편집국장은 정승호이다.
공식사이트는 https://web.archive.org/web/20190330211859/http://medianext.co.kr/이다.
'다양한 아젠다와 시각이 있어야 어제와 다른 내일을 열수 있다'는 창간 정신에 따라, 다양한 소수 의견을 담아내고 있는 매체이다.
접속시, 보이는 기사배열을 보면, 내일N의 색채를 즉자적으로 한 눈에 볼 수 있다. 매체의 전체적 성향은 중도 좌파이다. 하지만, 이러한 성향에도 불구하고, 우리공화당, 자유한국당 등의 기사도 비중있게 다루어지고 있다. 물론 기자 개개인 성향에 따라 편향적인 뉘앙스는 엿보이지만, 기사 자체로는 '있는 그대로의 팩트 전달에 충실하다'는 것이 독자들의 평이다.
속칭 '우라까이'가 만연하는 여타 인터넷 매체와는 달리, 직접 취재를 통해 기사들을 산출해내고 있다. 다수의 매체들이 단독이라는 타이틀을 사용하는데, 사실 '단독'이 최초보도라는 측면에서 내일N의 거의 모든 기사들은 '단독'에 해당한다. 이러한 이유는 내일N의 취재사진을 보면 명확히 나타나고, 기사 분량, 그리고 다루는 단체와 사람을 보면 굳이 설명을 안해도 알 수 있다내일N 사진관이라는 곳과 영상 등을 제외하고는 보통 3,000자내외다. 특히 인터뷰나 기획기사의 경우 7,000자에 육박하는 기사도 있다
독자층은 40대 이하 비중이 60%정도 된다고 한다. 20대와 30대 청년들의 열독율이 높은 편으로 알려져 있다. 연예면과 가쉽거리가 없는 인터넷 매체로는 조금 특이한 독자층을 보유하고 있다.
대부분 사람들이 내일N매체의 비지니스 모델을 궁금해 한다 현재 내일N 웹사이트에는 구글애드센스이외에 수익모델은 없다. 물론 광고주의 영향에서 자유로운 측면이 있지만 운영상에 어려움이 있을 것으로 추측된다.

## 연혁
- 2018.  7. 25. 창간
- 2018. 10. 16. 구글과 뉴스파트너스사 제휴를 맺어 구글 뉴스에서 검색.
- 2019.  2. 22. 줌 인터넷과 뉴스검색제휴를 맺어 줌인터넷에서 검색.
- 2019.  4. 26. 내일N라디오라는 팟캐스트 방송을 시작.
- 2019.  6. 22. bing news index 제휴가 확정
- 2019.  7.   5. 내일N Day 1주년 기념파티[2].
- 2019.  7. 11. 박운음 화백의 '노무현 대통령 창작만화, 노공'이 연재[3].

## 섹션
주요 특색 있는 섹션은 아래와 같다.

- 청지기 인터뷰[4]는 내일엔의 킬러 콘텐츠이다. 인터뷰를 보면 청년 정치 근원에 대한 질문과 그에 대한 청년정치인들의 생각이 엿보이는데, 생각보다 그 깊이가 깊다. 특히 청년정치인들이 레퍼런스 자료로 활용하고 있다는 평이다.
- 청지기 칼럼[5]은 청지기 인터뷰 대상자나 청년들의 칼럼을 기고 받아 게재하고 있다. 특히, 학예사의 현실[6], 소방관 처우에 대한 칼럼[7]이 큰 공감을 받았으며, 특히 노동자 착취에 대한 칼럼[8]은 실제 모 지역의 중간임금 착취관행이 다소 변했다고 한다
- 국회 섹션에는 의회, 다수당[9], 소수당[10], 원외정당[11]으로 2차 섹션이 나누어져 있다. 소수당과 원외정당 섹션의 경우, 주간 정의당, 주간 민중당, 주간 미래당, 주간 녹색당, 주간 노동당의 특색있는 코너가 있다. 특히 주간  원외정당의 경우, 이 섹션 기사만 봐도 원외정당 활동상을 정리 할 수 있다.

## 기자
2019년 8월 현재 기자
- 서울본사 : 남상오[12], 정승호[13]
- 대전본부 : 이민구
- 객원기자 : 권성선, 김원진[14], 김민경, 김옥선, 나보배[15], 정국진[16],  황규돈,[17] 최윤정
- 기 고 자 : 김우성[18], 나보배, 이혜인[19], 유재호[20]